# Servon (Manche)
Pour les articles homonymes, voir Servon.
Servon est une commune française, située dans le département de la Manche en région Normandie, peuplée de 257 habitants.

## Géographie
La commune est à l'ouest de l'Avranchin. Son bourg est à 9 km au nord-est de Pontorson, à 9,5 km au sud-est du Mont-Saint-Michel, à 13 km au nord-ouest de Saint-James et à 14 km au sud-ouest d'Avranches.
Le point culminant (48 m) se situe au sud, entre les lieux-dits la Braise et le Commun. Le point le plus bas (6 m) correspond à la sortie du territoire de l'Anguille, court fleuve côtier, au nord-ouest.
L'Anguille (nom qui ne figure pas sur les cartes IGN qui préfère ruisseau du Hamel) se mêlait à la Guintre pour se jeter au pied du mont Saint-Michel comme le montrent les cartes de Cassini (et non pas le Couesnon). Elles ont ensuite été canalisées vers la Roche Torrin lors de la mise en polder et l'établissement des digues et des portes à flot établies pour empêcher la remontée de la marée à l'intérieur des terres. Riche en anguilles et en saumons qui venaient frayer jusque dans les années soixante-dix selon Marcel Veron, elle a perdu sa richesse à la suite de différentes sécheresses, aux effluents déversés et à l'action des portes à flot.
| Huisnes-sur-Mer  | Courtils                              | Céaux   |
| Tanis            | Servon                                | Précey  |
| Tanis, Pontorson | Saint-James (comm. dél. de Vergoncey) | Crollon |

### Hydrographie
La commune est située dans le bassin Seine-Normandie. Elle est drainée par la Guintre, le cours d'eau 01 de la Braise, le ruisseau de la Dufresniere, le ruisseau du Hamel, le fossé 01 de la Dâtinerie et un autre petit cours d'eau,.
La Guintre, d'une longueur de 15 km, prend sa source dans la commune de Précey et se jette  dans la Sée à Courtils, après avoir traversé cinq communes. 

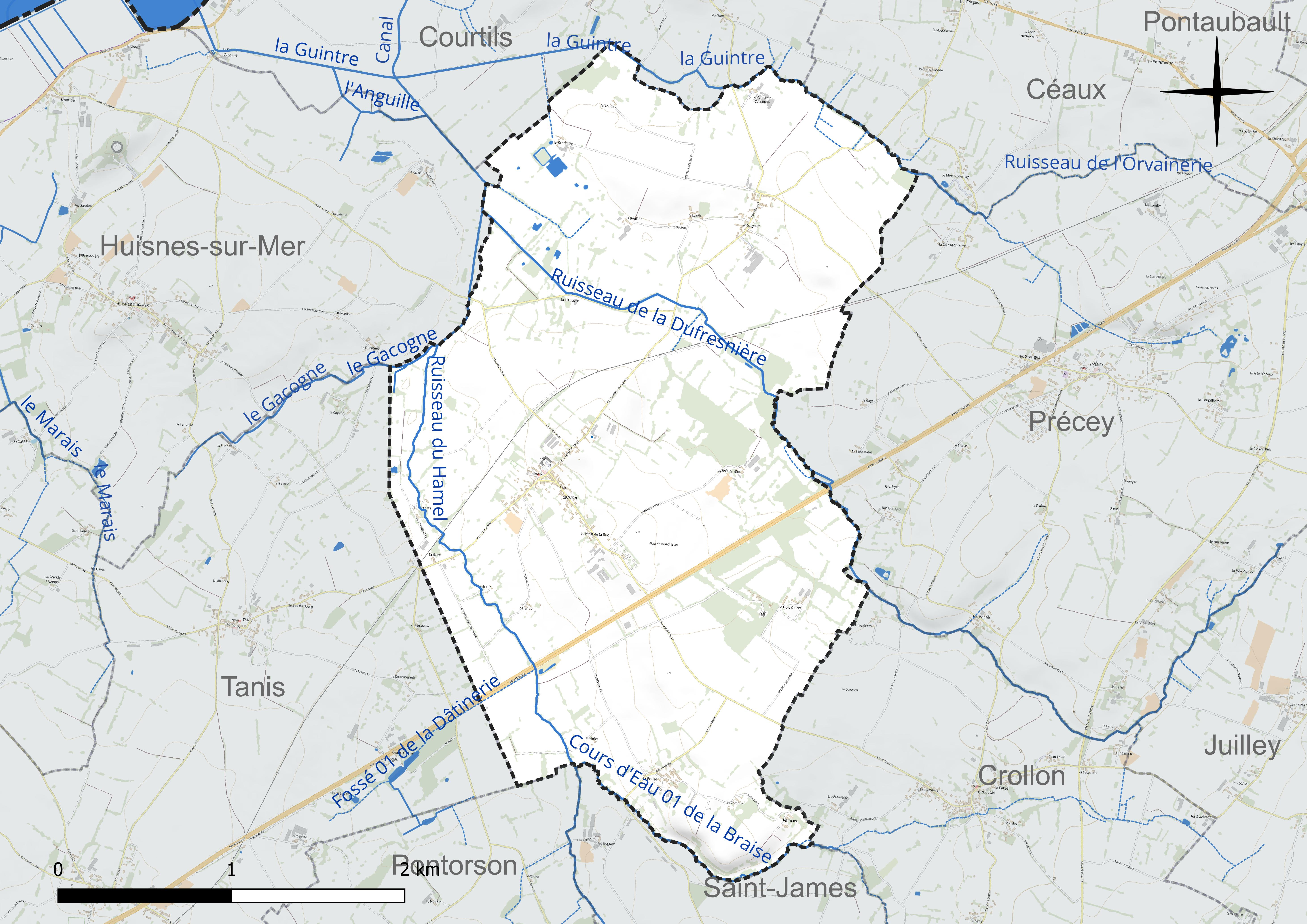
Réseau hydrographique de Servon.

### Climat
Pour des articles plus généraux, voir Climat de la Normandie et Climat de la Manche.
En 2010, le climat de la commune est de type climat océanique franc, selon une étude du CNRS s'appuyant sur une série de données couvrant la période 1971-2000. En 2020, Météo-France publie une typologie des climats de la France métropolitaine dans laquelle la commune est exposée à un climat océanique et est dans la région climatique  Bretagne orientale et méridionale, Pays nantais, Vendée, caractérisée par une faible pluviométrie en été et une bonne insolation. Parallèlement le GIEC normand, un groupe régional d’experts sur le climat, différencie quant à lui, dans une étude de 2020, trois grands types de climats pour la région Normandie, nuancés à une échelle plus fine par les facteurs géographiques locaux. La commune est, selon ce zonage, exposée à un « climat maritime », correspondant au Cotentin et à l'ouest du département de la Manche, frais, humide et pluvieux, où les contrastes pluviométrique et thermique sont parfois très prononcés en quelques kilomètres quand le relief est marqué.
Pour la période 1971-2000, la température annuelle moyenne est de 11,4 °C, avec une amplitude thermique annuelle de 12,4 °C. Le cumul annuel moyen de précipitations est de 801 mm, avec 13,3 jours de précipitations en janvier et 7,7 jours en juillet. Pour la période 1991-2020, la température moyenne annuelle observée sur la station météorologique la plus proche, située sur la commune de Pontorson à 8 km à vol d'oiseau, est de 11,9 °C et le cumul annuel moyen de précipitations est de 821,3 mm,. Pour l'avenir, les paramètres climatiques de la commune estimés pour 2050 selon différents scénarios d’émission de gaz à effet de serre sont consultables sur un site dédié publié par Météo-France en novembre 2022.

## Urbanisme

### Typologie
Au 1er janvier 2024, Servon est catégorisée commune rurale à habitat dispersé, selon la nouvelle grille communale de densité à sept niveaux définie par l'Insee en 2022.
Elle est située hors unité urbaine et hors attraction des villes,.

### Occupation des sols
L'occupation des sols de la commune, telle qu'elle ressort de la base de données européenne d’occupation biophysique des sols Corine Land Cover (CLC), est marquée par l'importance des territoires agricoles (96,9 % en 2018), une proportion sensiblement équivalente à celle de 1990 (97,2 %).
La répartition détaillée en 2018 est la suivante : terres arables (51,4 %), prairies (36,2 %), zones agricoles hétérogènes (9,3 %), zones urbanisées (3,1 %).

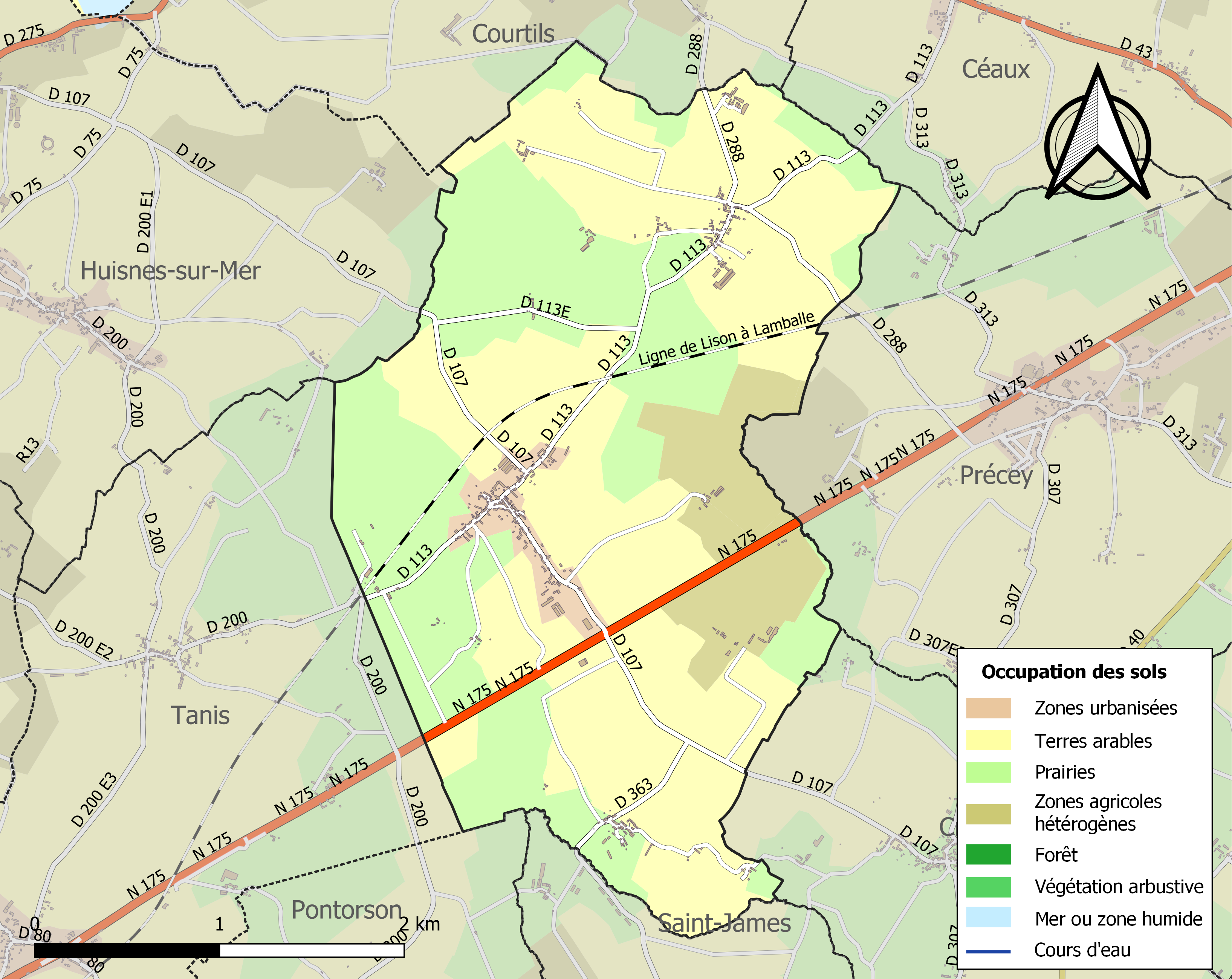
Carte des infrastructures et de l'occupation des sols de la commune en 2018 (CLC).

L'évolution de l’occupation des sols de la commune et de ses infrastructures peut être observée sur les différentes représentations cartographiques du territoire : la carte de Cassini (XVIIIe siècle), la carte d'état-major (1820-1866) et les cartes ou photos aériennes de l'IGN pour la période actuelle (1950 à aujourd'hui).

## Toponymie
Le nom de la localité est attesté sous les formes de Servum en 1104, Servun fin du XIIe siècle, de Servone en 1412.
Le toponyme peut être dérivé d'un anthroponyme roman ou du latin servus, « esclave » et du gaulois -ó-magos « marché d'esclaves ».
Autre hypothèse : du latin superior, comparatif de superus, soit « plus au-dessus, plus haut, plus élevé », d’où le gallo-roman °SUPERIORE > a.f. °sevror, °sevreux, et par métathèse °servor, °serveux, non attestés dans les textes, mais présents dans Champcervon (Campcervor 1179) et Campcerveux au Lorey, tous deux dans la Manche. Cette hypothèse pose un problème avec les formes anciennes, mais correspond à la situation de Servon sur une éminence, comme Servon (Seine-et-Marne).
Le gentilé est Servonnais.

## Histoire

### Moyen Âge
Un seigneur de Servon figure parmi les croisés qui accompagnèrent, en 1096, le duc de Normandie, Robert Courteheuse, à la première croisade.

### Temps modernes
En 1769, Jacques Le Chevallier dit Le Chevallier Lambert épouse Françoise Marie Fontaine, fille du sieur des Marets de Courtils.[pertinence contestée] Le 25 février 1772, ils donnent naissance à Jean Pierre qui deviendra futur sieur de Beaubisson, botaniste, créateur du jardin des plantes d'Avranches et auteur de la branche des Le Chevallier de Grand Champ.
En 1793, la famille Sauvé qui habite un lieu isolé, déclare deux jumeaux mort-nés d'une fausse couche provoquée par une attaque des rebelles et brigands dits de la Vendée.[pertinence contestée]

### Époque contemporaine
Lors de la percée des troupes du général Patton, les éclaireurs ont peint sur la porte d'une grange limits to all troop, visible encore actuellement. Le village est libéré le 1er août 1944. La nationale est bordée des bornes roses de la « Voie de la Liberté ».
Au XIXe siècle, une voie de chemin de fer entre Caen et Rennes permet l'établissement d'une gare voyageur qui ferme dans les années 1980, et d'une gare de marchandises dont ne subsiste que les locaux et silos d'une coopérative agricole. La voie est double.

## Politique et administration
| Période                                  | Période   | Identité         | Étiquette | Qualité     |
| ---------------------------------------- | --------- | ---------------- | --------- | ----------- |
| 1942                                     | 1964      | Jean-Marie Prime |           |             |
| 1964                                     | 1989      | Claude Rousselle |           |             |
| 1989                                     | mars 2014 | Jean Gédouin     | SE        | Agriculteur |
| mars 2014                                | En cours  | Daniel Furcy     | SE        | Agriculteur |
| Les données manquantes sont à compléter. |           |                  |           |             |

Le conseil municipal est composé de onze membres dont le maire et deux adjoints.

## Démographie
L'évolution du nombre d'habitants est connue à travers les recensements de la population effectués dans la commune depuis 1793. Pour les communes de moins de 10 000 habitants, une enquête de recensement portant sur toute la population est réalisée tous les cinq ans, les populations de référence des années intermédiaires étant quant à elles estimées par interpolation ou extrapolation. Pour la commune, le premier recensement exhaustif entrant dans le cadre du nouveau dispositif a été réalisé en 2005.
En 2022, la commune comptait 257 habitants, en évolution de −7,55 % par rapport à 2016 (Manche : −0,31 %, France hors Mayotte : +2,11 %).
Servon a compté jusqu'à 796 habitants en 1831.
| 1793 | 1800 | 1806 | 1821 | 1831 | 1836 | 1841 | 1846 | 1851 |
| ---- | ---- | ---- | ---- | ---- | ---- | ---- | ---- | ---- |
| 652  | 769  | 696  | 760  | 796  | 728  | 681  | 726  | 720  |

| 1856 | 1861 | 1866 | 1872 | 1876 | 1881 | 1886 | 1891 | 1896 |
| ---- | ---- | ---- | ---- | ---- | ---- | ---- | ---- | ---- |
| 729  | 734  | 667  | 622  | 616  | 622  | 575  | 561  | 524  |

| 1901 | 1906 | 1911 | 1921 | 1926 | 1931 | 1936 | 1946 | 1954 |
| ---- | ---- | ---- | ---- | ---- | ---- | ---- | ---- | ---- |
| 495  | 502  | 505  | 453  | 450  | 451  | 446  | 391  | 398  |

| 1962 | 1968 | 1975 | 1982 | 1990 | 1999 | 2005 | 2006 | 2010 |
| ---- | ---- | ---- | ---- | ---- | ---- | ---- | ---- | ---- |
| 382  | 371  | 299  | 242  | 202  | 251  | 275  | 273  | 255  |

| 2015 | 2020 | 2022 | - | - | - | - | - | - |
| ---- | ---- | ---- | - | - | - | - | - | - |
| 274  | 268  | 257  | - | - | - | - | - | - |

## Culture locale et patrimoine

### Lieux et monuments
- Église paroissiale Saint-Martin des XIVe – XVIIIe siècles de style Renaissance, avec une tour-porche coiffée en dôme, inscrite au titre des monuments historiques par arrêté du 3 juin 1975[32]. Dans l'église, le maitre-autel avec retable du XVIIIe, une verrière du XVIe et les lambris de la charpente décorés de dix-huit personnages en bois peint du XVIe sont classés au titre objet[33]. Le plafond est remarquable, en coque de navire renversé, lambrissé, avec des peintures sur certaines lattes. L'édifice conserve également un bénitier du XVIIIe[25].

Quelques objets pourraient provenir de la chapelle Saint-Grégoire (ruines) qui se tenait à la Plane de Saint-Grégoire.
Dans le chœur de l'église est inhumé Gilles Briand, curé de la paroisse de Servon de 1740 à 1755 (né vers 1682, décédé à Servon le 8 septembre 1755 à l'âge de 72 ans). Auparavant, il avait été chapelain de la cathédrale d'Avranches et ensuite vicaire de la cathédrale.
Pendant la période révolutionnaire, l'église a été fermée par le maire le 30 avril 1801 et rouverte début 1802 (apparaissent les registres paroissiaux clandestins). Durant cette période, en 1791, les registres paroissiaux sont ouverts par le procureur de la République. Le curé continue son office et signe les registres paroissiaux avec l'officier municipal. En 1793, le curé et l'officier public signent tous les deux les actes des registres municipaux.
- Croix de chemin des XIXe – XXe siècles et le calvaire dans le cimetière, du XIVe – XVIIIe siècle inscrit aux monuments historiques[32], et dont le socle est sculpté de personnages.
- Château du Bois-Chicot, du XVIIIe siècle construit par M. Blondel, avec porche, porte d'entrée et escalier en fer forgé, fut démoli et reconstruit en 1905, pour son propriétaire M. Édouard Louis Alexandre Rousselle (1856-1919), maire de la commune de Servon de 1898 à 1919, par l'architecte en chef des monuments historiques, Lucien Roy (1850-1841)[réf. nécessaire].
- Manoir de Servon ou le Grand Manoir ou Manoir du Logis en granit de la fin du XVe siècle, remanié à la Renaissance[36], et où siégeait le seigneur de Servon, avec tour d'escalier hexagonale, porte monumentale en plein cintre, porche de trois travées, et tour d'un pigeonnier circulaire. Le manoir, contigu à l'église, date de la même époque que celle-ci. Des légendes laissent supposer des souterrains en rapport avec le mont Saint-Michel.
- Vestiges des logis de la Perruche du XVIe siècle et de la Bretesche du XVIe siècle.
- Moulin de Servon : proche de la gare, le long de la rivière. L'ancien moulin était dans le bâtiment démoli en 2018, à droite du corps d'habitation. Le passage de l'axe de la roue dans le mur ruiné est encore visible au-dessus de la fosse qui subsiste. Le bief descendait ici de la butte située juste derrière et qui constituait la digue. Le nom de ce champ qui jouxte le Hamel est d'ailleurs la Queue de l'Étang. L'étang qui s'y trouvait était régulé par une trappe sur la rivière à l'endroit dit de la Chute. C'était un important massif maçonné dont on voit encore les fondations juste en amont du gué. Il a été détruit avec difficulté lors du remembrement, causant la casse de matériel. Le cours principal de la rivière passait alors par la roue comme le montrent les cartes d'état major 1820-1866[2], mais sans trace de l'étang qui devait déjà être asséché. Le bief de fuite existe alors mais ne figure pas, il reprendra le rôle principal. Le moulin est donc plus ancien. Le fournil est situé juste au-dessus du moulin. Reste la gueule du four, le four lui même ayant été abattu par le nouveau propriétaire dans les années 1960. L'ensemble fait face à un champ se nommant la Lande au Trésor de l'autre coté de la route.
- Stèle mémoriale de la libération de Servon par la 79e division d'infanterie et la 6e division blindée US, le 1er août 1944.

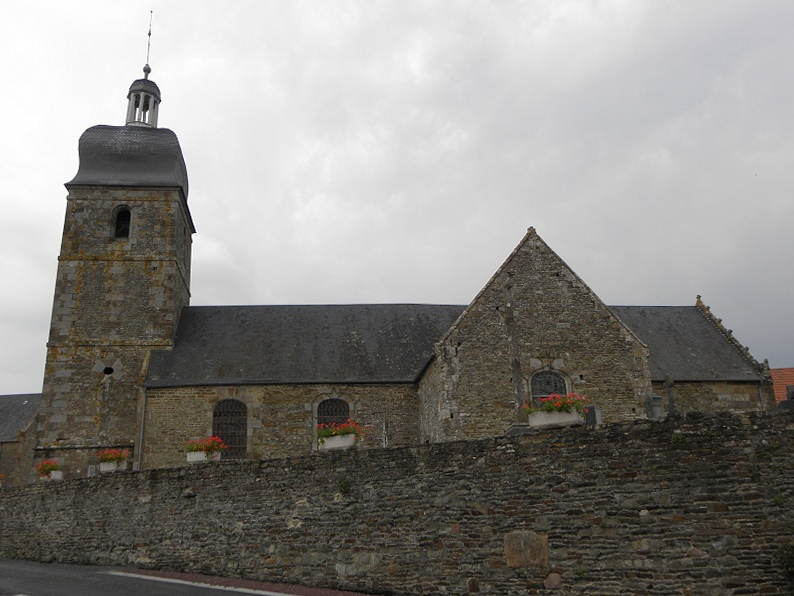
L'église paroissiale Saint-Martin.
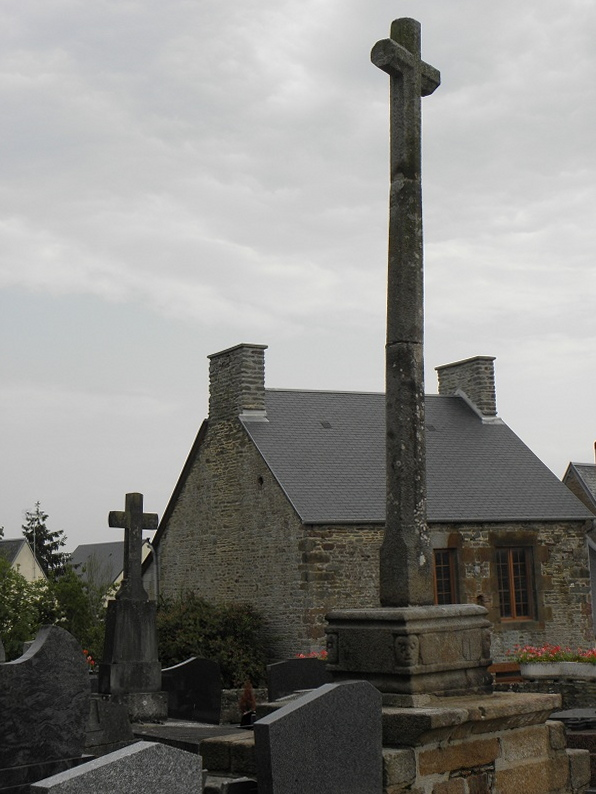
La croix du cimetière.

## Personnalités liées à la commune
- Geoffroy de Servon († 1386), moine bénédictin, 29e abbé du Mont-Saint-Michel, fait capitaine par Charles V et qui rétablira l'autorité du Mont pendant la guerre de Cent Ans[25].
- François Lemasle (Servon, 1874 - 1946), évêque, vicaire apostolique à Hué (Indochine).